# Yxng Le
Lloyd Essan (Amsterdam, 27 april 1997), artiestennaam Yxng Le, is een Nederlands rapper.

## Biografie
Yxng Le is een afro-swing/hiphopartiest uit Amsterdam-Zuidoost. Hij begon op zijn twaalfde met het maken van rapmuziek bij Split Records. Vanaf zijn negentiende begon hij het maken van muziek serieus te nemen, hetgeen resulteerde in zijn eerste single "1997", gevolgd door het nummer "Don't Know". In de zomer van 2019 tekende hij bij het label van Frenna, 777 Records, in samenwerking met Top Notch. De eerste release  "Jij en Ik" kwam eind juni uit en bereikte binnen een paar dagen meer dan 500.000 streams en een paar honderdduizend views op YouTube.  Het nummer kwam hoog in de hitlijst binnen. Het werd gevolgd door "Stay with Me". Met het uitbrengen van het nummer "Wat is jouw naam?" samen met Frenna vestigde hij definitief zijn naam. Het nummer kwam hoog in de Nederlandse hitparade binnen, kwam bij de Xcharts van FunX op nummer 1 en bereikte binnen zes weken goud. Voor de nummer 1-positie ontving Yxng Le op 22 februari 2020 in het ochtendprogramma van Fernando een prijs.
Op 7 juli 2019 had Yxng Le zijn eerste grote optreden op het 777 Festival in Eindhoven.

## Discografie
Yxng Le bracht tot heden de volgende singles uit:
| Jaar | Act                      | Nummer         | Vlag van Nederland | Vlag van Nederland | Opmerkingen |
| Jaar | Act                      | Nummer         | 100                | weken              | Opmerkingen |
| ---- | ------------------------ | -------------- | ------------------ | ------------------ | ----------- |
| 2017 | Yxng Le                  | 1997           | -                  | -                  |             |
| 2018 | Yxng Le                  | Don't Know     | -                  | -                  |             |
| 2019 | Priceless, Feat. Yxng Le | My Love        | -                  | -                  |             |
| 2019 | Yxng Le                  | Stay with me   | -                  | -                  |             |
| 2020 | Yxng Le & Frenna         | Wat is je naam | 3                  | 9                  |             |

## Prijzen
| Jaar | Prijs         | Categorie         | Resultaat | Opmerkingen |
| ---- | ------------- | ----------------- | --------- | ----------- |
| 2020 | FunX #1 award | Nummer 1 notering | Gewonnen  |             |